# Takashina no Kishi
Takashina no Kishi ou Takako (高階貴子) ? - octobre 996 est une poétesse et courtisane japonaise du milieu de l'époque de Heian. Elle fait partie de la liste des trente-six poétesses immortelles. Elle est aussi connue sous les noms de Kō no Naishi (高内侍) ou Gidō Sanshi no Haha (儀同三司母). Elle est la mère de Fujiwara no Korechika qui exerce la fonction gouvernementale de Gidō Sanshi (儀同三司). Son père est Takashina no Naritada, le nom de sa mère est inconnu.
Elle écrit de nombreuses œuvres en prose et en vers, particulièrement dans le genre waka. Elle est servante à la cour impériale durant le règne de l'empereur En'yū et a une profonde admiration pour la culture chinoise. Elle épouse à cette époque le régent Fujiwara no Michitaka, dont elle a trois fils et quatre filles. Parmi les hommes, les noms de Korechika, Fujiwara no Takaie et du moine Ryūen nous sont parvenus. Parmi les femmes, Teishi devient l'épouse consort de l'empereur Ichijō; Genshi, l'épouse consort de l'empereur Sanjō ainsi que deux autres - dont les noms nous sont inconnus - qui font également partie de la famille impériale.
En 990, son mari devient régent de l'empereur et son fils Korechika Ichijō gravit progressivement les fonctions au sein du gouvernement pour succéder à son père au poste de régent. Cependant, la mort subite de Michitaka en 995 suscite une lutte de pouvoir entre Korechika et son oncle Fujiwara no Michinaga et ce dernier intègre la famille de Kishi. En 996, après un incident impliquant Korechika et Takaie avec l'empereur retiré Kazan, toute la famille est contrainte de s'exiler dans la province d'Izumo. Kishi supplie vainement pour éviter l'exil et tombe malade pendant le voyage. Malgré les soins apportés par ses enfants, elle meurt rapidement. On suppose qu'elle est alors âgée d'une quarantaine d'années.
Un de ses poèmes est inclus dans l'anthologie impériale Hyakunin Isshu.

## Source
- Peter McMillan (2008) One hundred poets, one poem each: a translation of the Ogura Hyakunin Isshu. New York: Columbia University Press.  (ISBN 978-0-231-14398-1)

## Source de la traduction
- (es) Cet article est partiellement ou en totalité issu de l’article de Wikipédia en espagnol intitulé « Takashina no Kishi » (voir la liste des auteurs).